# Stereum striatum
Stereum striatum är en svampart som först beskrevs av Elias Fries, och fick sitt nu gällande namn av Elias Fries 1838. Stereum striatum ingår i släktet Stereum och familjen Stereaceae.   Inga underarter finns listade i Catalogue of Life.